# Bucarasica (ort)
Bucarasica är en ort i Colombia.   Den ligger i departementet Norte de Santander, i den norra delen av landet, 400 km norr om huvudstaden Bogotá. Bucarasica ligger 1 167 meter över havet och antalet invånare är 783.
Terrängen runt Bucarasica är bergig åt sydväst, men åt nordost är den kuperad. Runt Bucarasica är det ganska glesbefolkat, med 43 invånare per kvadratkilometer. Närmaste större samhälle är Sardinata, 8,5 km nordost om Bucarasica. I omgivningarna runt Bucarasica växer i huvudsak städsegrön lövskog.